# اونیون (فرانش-کومته)
اونیون (فرانش-کومته) (به انگلیسی: Ognon (Franche-Comté)) رودخانهای است که در فرانسه جریان دارد.